# 조선신보
《조선신보》(朝鮮新報)는 재일본조선인총련합회 중앙상임위원회의 기관지로, 주로 조선어로 발간되고 있다. 본사는 일본 도쿄에 있으며 조선민주주의인민공화국 평양직할시에 지국을 두고 있다.
1945년 10월 10일 《민중일보》(民衆日報)로 창간했으며, 1946년 9월에 《해방신문》(解放新聞)으로 이름을 바꿨다. 1950년 8월에는 한국 전쟁의 여파로 인해 연합군 최고사령부, 일본 정부에 의해 정간 조치를 받았다가 1952년 5월에 《조선민보》(朝鮮民報)로 복간했다. 1961년 1월에는 《조선신보》로 이름을 바꾸었다. 1975년 5월에는 김일성훈장을 받았다.
처음에는 격주간, 주간으로 발간되었다가 1961년 9월부터는 일간, 8면으로 발간하고 있다. 매주 화요일과 목요일에는 발행하지 않는다. 잡지 《조국》과 일본어문 잡지 《이어》는 모두 조선신보사에서 발간한다. 1980년대 초에는 컴퓨터 식자를 들어와 디지털 방식으로 출판되고 있다.
일본어와 중국어로 편집하는 지면도 있으며, 영문판인 《인민조선 (The People's Korea)》을 발간하고 있다. 조선신보는 중국어, 조선어, 일본어로 발간하고 재일 조선인들에게 보다 다양한 정보를 전달하기 위해 1999년부터 생활정보지의 역할도 튼튼히 하고 있으며, 가끔씩 문예면을 통해 재일 조선인 작가들이 발표한 문학 작품들을 연재한다.

## 본사 및 지국
- 본사

 일본 도쿄도 아라카와구 히가시닛포리 2-26-1
- 평양지국

 조선민주주의인민공화국 평양직할시 중구역 오탄동 평양호텔 5층

## 같이 보기
- 민단신문